# Alejandro Pozuelo
Alejandro Pozuelo Melero (Sevilla, 20 de septiembre de 1991) es un futbolista español. Juega como centrocampista en el Al-Fayha F. C. de la Liga Profesional Saudí.

## Trayectoria

### Real Betis Balompié B
Pozuelo nació en Sevilla, en el barrio de Triana y estudió en el Colegio Salesiano San Pedro donde, en las actividades deportivas del centro, ya destacaba entre sus compañeros. Se formó futbolísticamente en las categorías inferiores del Real Betis, hasta llegar al Real Betis B en la temporada 2009/10, donde jugó 30 partidos y marcó 6 goles. En julio de 2011 renovó su contrato con el Real Betis por dos años con otras dos de carácter opcional, llegando a ser seguido por el Manchester United y pasó a entrenarse con el primer equipo.

### Real Betis Balompié
Debutó en primera división con el Real Betis el 2 de octubre de 2011, frente al Levante Unión Deportiva. Tras este partido, se perfiló como uno de los grandes titulares, de cara a los siguientes partidos de la temporada. Tras una mala racha que pasa el Betis, Pozuelo marcó su primer gol en la Primera División de España contra el Atlético de Madrid
El 2 de febrero de 2012, se le anuncia que ha sido convocado para la preselección del Once de Oro Fútbol Draft, junto a sus compañeros Álvaro Vadillo, Carlos García y Francisco Varela. El 4 de marzo de 2012, vuelve a jugar con el filial un partido contra el Puertollano. En el partido contra el R. C. D. Espanyol, tuvo una polémica, y estuvo a punto de ser castigado durante varias semanas. hemos de destacar la gran intervención llevada a cabo por el canterano que entró a falta de cinco minutos para el final contra el Atlético de Madrid consiguiendo anotar un gol y dar el pase del segundo lo que supuso la remontada de su equipo siendo también destacable su actuación ante el Sevilla F. C. en el que realizó un partido bastante completo llegando incluso a efectuar varios disparos a puerta. 
Posteriormente, demandó al Betis por no darle dicha institución la carta de libertad.
Probó suerte en el extranjero en las filas de Swansea City A. F. C., volvió a España de la mano del Rayo Vallecano, y en 2015 fichó por el K. R. C. Genk. Con este equipo, del que llegó a ser capitán, disputó más de 170 partidos en los que anotó 25 goles.
El 4 de marzo de 2019 fue traspasado al Toronto F. C. de la Major League Soccer, equipo al que se incorporaría dos semanas después. Durante su estancia en la franquicia, fue nombrado mejor jugador de la Major League Soccer 2020 y fue incluido en dos ocasiones en el equipo ideal de la competición.
El 7 de julio de 2022 fue vendido al Inter de Miami. Dejó la franquicia a inicios del año siguiente y entonces optó por regresar a Europa, firmando en febrero por el Konyaspor turco hasta final de temporada. Una vez esta terminó puso rumbo a Asia, donde jugó para el Al-Jazira S. C. de los Emiratos Árabes Unidos y el Al-Fayha F. C. saudí.

## Clubes
| Club                    | País                   | Año       | Partidos | Goles |
| ----------------------- | ---------------------- | --------- | -------- | ----- |
| Real Betis Balompié "B" | España                 | 2010-2012 | 42       | 16    |
| Real Betis Balompié     | España                 | 2011-2013 | 33       | 3     |
| Swansea City A. F. C.   | Gales                  | 2013-2014 | 36       | 2     |
| Rayo Vallecano          | España                 | 2014-2015 | 13       | 1     |
| K. R. C. Genk           | Bélgica                | 2015-2019 | 177      | 25    |
| Toronto F. C.           | Canadá                 | 2019-2022 | 100      | 30    |
| Inter de Miami          | Estados Unidos         | 2022-2023 | 13       | 2     |
| Konyaspor               | Turquía                | 2023      | 12       | 4     |
| Al-Jazira S. C.         | Emiratos Árabes Unidos | 2023-2024 | 26       | 3     |
| Al-Fayha F. C.          | Arabia Saudita         | 2024-     | 32       | 5     |

## Palmarés

### Títulos nacionales
| Título                          | Club          | País   | Año  |
| ------------------------------- | ------------- | ------ | ---- |
| Campeonato Canadiense de Fútbol | Toronto F. C. | Canadá | 2020 |

### Distinciones individuales
| Distinción                              | Año  |
| --------------------------------------- | ---- |
| Mejor jugador de la Major League Soccer | 2020 |